# Pametniji popušta
Pametniji popušta je knjiga aforizama Perice Jokića, izašla iz štampe 1996. u izdanju Međurepubličke zajednice za kulturno-prosvjetnu djelatnost iz Pljevalja.

## Oštrice
Perica Jokić iz Berana prvu knjigu "objavio" je preko talasa Radio Beograda. Verni slušaoci dugogodišnje Minimaksove emisije TUP-TUP, koja se sa talasa Radio Beograda emitovala "uvek nedeljom, nikad subotom", mogli su iz emisije u emisiju da čuju i razmišljanja Perice Jokića kome je Minimaks dao umetničko ime Mister Montenegro. Perica Jokić je, od deset godina saradnje u ovoj emisiji, punih osam bio jedini stalni saradnik iz Crne Gore. Kada je TUP-TUP decembra 1995. prestao da se emituje, Jokić je, od svojih priloga iz emisije, sačinio zbirku aforizama Pametniji popušta. Neveliku po obimu, knjigu je izdavačima preporučio Milovan Ilić Minimaks, a pridružio mu se Bora (Čorba) Đorđević stihovima u svom stilu: Mnogi su rekli Jokić Peri / Pero, ućuti i ne seri / A ja mislim po pitanju Pere / da treba da nastavi da i dalje sere.

## Struktura
Knjiga Pametniji popušta sastoji se od tri celine. U prvoj celini, naslovljenoj Obmana i izgradnja ,su aforizmi koji su primenljivi kako za vreme u kojem su nastajali, tako i danas, dakle, svevremeni. Druga celina, naslovljena Bilo jednom na Divljem Balkanu ,donosi aforizme na temu građanskog rata na prostoru bivše Jugoslavije. Treća celina su epigrami.
Knjigu otvara aforizam Bolje sjutra stići će nam u dva dijela. Malo sjutra, a malo preksjutra. Simbolika je u tome što je ovo prvi aforizam koji je Jokić ujedno i napisao i objavio avgusta 1986.

## Kritika
"Jokićeva prva knjiga zove se Pametniji popušta. Jokić je pametan i (naravno) popušta... u svemu, osim u kvalitetu. Ko očekuje da će se (čitajući ovu knjigu) slatko nasmejati, biće razočaran. Ova knjiga služi da se čovek zamisli i zabrine, mada je Perica Jokić miroljubiv čovek ("Ja sam za mirne pregovore. Pa ko preživi.") Jokić kaže: "Naša djela su velika. Glupost." Možda ova knjiga nije remek-delo, ali reći da nema velikih aforizama, bila bi (što reče Jokić) čista - glupost. Autora ponekad ponesu igre reči i vicevi ("Pala je i položila."), ali je mnogo češće gorak i veoma angažovan ("Puca se na sve strane. Proslavlja se skorašnji završetak rata."). Ako mene neko pita, knjiga je takva da bih voleo još jednom da je pročitam."Milovan Ilić Minimaks

## Recenzije
Recenzenti knjige Pametniji popušta su Milovan Ilić Minimaks i Bora Đorđević

## Spoljašnje veze
- Bora Đorđević o Perici Jokiću za MBC TV
- Jovan Nikolić, zvanični sajt Архивирано на веб-сајту  (14. август 2017)
- GOLI ZIVOT U UMETNOSTI, Udruženje balkanskih umetnika, Beograd 2014. (Aforizmi, str.152, 153)
- Radio Corona, Priština, 1997, aforizme Perice Jokića čita Jasmina Radovanović
- Radio Corona, 2.deo
- Radio Corona, Priština 1997, aforizme Perice Jokića čita Maja Ognjanović
- ПАМЕТНИЈИ ПОПУШТА, избор, Опуштено, 2019.[мртва веза]